# Chrysophyllum wilsonii
Chrysophyllum wilsonii – gatunek drzew należących do rodziny sączyńcowatych. Występuje na terenie Brazylii.